# Tadas Eliošius
Tadas Eliošius (Ukmergė, 1º marzo 1990) è un calciatore lituano, centrocampista dello Jonava.

## Biografia
È fratello maggiore di Tautvydas Eliošius, anch'egli calciatore professionista.

## Carriera

### Club
Ha giocato tra la massima serie e la seconda divisione lituana.

### Nazionale
Tra il 2010 e il 2013 ha giocato 5 partite con la nazionale lituana.

## Statistiche

### Cronologia presenze e reti in nazionale
| Cronologia completa delle presenze e delle reti in nazionale ― Lituania | Cronologia completa delle presenze e delle reti in nazionale ― Lituania | Cronologia completa delle presenze e delle reti in nazionale ― Lituania | Cronologia completa delle presenze e delle reti in nazionale ― Lituania | Cronologia completa delle presenze e delle reti in nazionale ― Lituania | Cronologia completa delle presenze e delle reti in nazionale ― Lituania | Cronologia completa delle presenze e delle reti in nazionale ― Lituania | Cronologia completa delle presenze e delle reti in nazionale ― Lituania |
| Data                                                                    | Città                                                                   | In casa                                                                 | Risultato                                                               | Ospiti                                                                  | Competizione                                                            | Reti                                                                    | Note                                                                    |
| ----------------------------------------------------------------------- | ----------------------------------------------------------------------- | ----------------------------------------------------------------------- | ----------------------------------------------------------------------- | ----------------------------------------------------------------------- | ----------------------------------------------------------------------- | ----------------------------------------------------------------------- | ----------------------------------------------------------------------- |
| 17-11-2010                                                              | Székesfehérvár                                                          | Ungheria                                                                | 2 – 0                                                                   | Lituania                                                                | Amichevole                                                              | -                                                                       | 68’                                                                     |
| 29-5-2012                                                               | Nyon                                                                    | Lituania                                                                | 0 – 0                                                                   | Russia                                                                  | Amichevole                                                              | -                                                                       | 70’                                                                     |
| 1-6-2012                                                                | Võru                                                                    | Lettonia                                                                | 5 – 0                                                                   | Lituania                                                                | Coppa del Baltico 2012 - Semifinale                                     | -                                                                       | 77’                                                                     |
| 14-11-2012                                                              | Erevan                                                                  | Armenia                                                                 | 4 – 2                                                                   | Lituania                                                                | Amichevole                                                              | -                                                                       | 73’                                                                     |
| 7-6-2013                                                                | Vilnius                                                                 | Lituania                                                                | 0 – 1                                                                   | Grecia                                                                  | Qual. Mondiali 2014                                                     | -                                                                       | 86’                                                                     |
| Totale                                                                  |                                                                         | Presenze                                                                | 5                                                                       |                                                                         | Reti                                                                    | 0                                                                       |                                                                         |

## Palmarès

### Club

#### Competizioni nazionali
- Campionato lituano di seconda divisione: 1

Jonava: 2015